# Kinsky-Pferd
Das Kinsky-Pferd (auch Equus Kinsky, Chlumetzer und Böhmischer Hunter) ist ein Pferd im Typ eines leichten Warmblutpferdes, das bis Mitte des zwanzigsten Jahrhunderts in seinem Ursprungsland  Böhmen im heutigen Tschechien gezüchtet wurde und dort als vorherrschende Rasse vertreten war.
Hintergrundinformationen zur Pferdebewertung und -zucht finden sich unter: Exterieur, Interieur und Pferdezucht.

## Exterieur
Die angestrebten  Zuchtfarben des Kinsky-Pferdes sind Isabellen und Braunisabellen, es kommen aber auch Schimmel, Rappen, Füchse und Braune. Alle Farben sind dabei mit einem metallischen Glanz versehen. Kinsky-Pferde sind mittelgroße, harmonisch gebaute, edle Warmblüter mit hohem Vollblutanteil. Auf dem geschwungenen Hals sitzt ein edler Kopf mit freundlichen Augen. Der Körperbau ist stabil. Die muskulöse Kruppe ist leicht abfallend, der Schweif tief angesetzt. Die Beine zeichnen sich durch starke Gelenke und gute Knochenstärke aus. Die goldfarbenen Pferde haben ein seidig glänzendes, feines und weiches Fell.

## Interieur
Das Kinsky-Pferd hat ein ausgeglichenes Temperament. Dieses edle Sportpferd ist für Freizeit- und Leistungssportler geeignet. Es gilt ebenfalls als zuverlässiges und umgängliches Reit- und Fahrpferd.

## Zuchtgeschichte
Die Entstehungsgeschichte der Kinsky-Pferde ist ganz eng mit der Geschichte der Familie der Grafen Kinsky verknüpft: Die erste Erwähnung des Rassenbegriffs Kinsky-Pferd oder auch der geschützten Bezeichnung Equus Kinsky stammt aus dem Jahr 1838. In diesem Jahr begründete Oktavian Graf Kinsky in Chlumec die Kinsky-Pferdezucht. Vorher wurden die Pferde, die er züchtete, nur als besondere Pferde des Grafen Kinsky bezeichnet. Überwiegend züchtete die Familie der Grafen Kinsky bereits über Jahrzehnte sehr erfolgreich Vollblutpferde zum Galopprennen nach ihren eigenen Vorstellungen.
Es wird erzählt, dass Graf Kinsky die Kinsky-Pferdezucht gründete, weil der Jockey Club sich weigerte ein isabellfarbenes Fohlen einzutragen, mit der Begründung, diese Farbe habe es bei einem Vollblut noch nie gegeben. Diese Weigerung brachte Graf Kinsky dazu, sein eigenes Stutbuch zu gründen.
Die Zucht des Kinsky-Pferdes ging Ende des 20. Jahrhunderts fast gänzlich im Tschechischen Warmblut auf. Das Kinsky-Pferd gilt heute (2004), mit weniger als 1000 Exemplaren weltweit, als vom Aussterben bedroht und als eine der seltensten Pferderassen der Welt. Die Zucht wird auf dem tschechischen Stammgestüt Ostrov bei Písek betrieben, weiterhin versuchen auch tschechische Privatzüchter, das Kinsky-Pferd als Rasse zu erhalten und nach den ursprünglichen Merkmalen weiter zu züchten.
Das Land Tschechien hat zwar erkannt, dass die Rasse als Kulturgut erhaltenswert ist und hat der Ausrottung per Verordnung Einhalt geboten, doch gibt es keinerlei Zuschuss oder finanzielle Unterstützung für die Haltung, Erhaltung oder Weiterzucht von Kinsky-Pferden.
Ein weiteres Problem bei der Erhaltung dieser Rasse im Ursprungsland ist, dass die guten Pferde ins Ausland verkauft werden. Dieser Ausverkauf schmälert den ohnehin sehr kleinen Genpool zusätzlich.